# Phlogophora wollastoni
Phlogophora wollastoni là một loài bướm đêm trong họ Noctuidae.